# Gia Định (Provinz)
Gia Định (chữ Hán: 嘉定) war der Name einer vietnamesischen Verwaltungseinheit, die die Region um die Stadt Saigon umfasste und – in sehr unterschiedlichen Ausmaßen – zwischen 1698 und 1976 existierte.

## Geschichte

### Nguyễn-Herrschaft
Die Đồng-Nai-Ebene gehörte bis ins 17. Jahrhundert zum Khmer-Reich. Die wichtigste Stadt Ostkambodschas, Prey Nokor, stand ab den 1620er-Jahren unter der Verwaltung der nach Süden expandierenden Nguyễn-Fürsten.
Im Jahr 1698 wurden die Stadt und ihr Umland von den Vietnamesen unter der Führung des Generals Nguyễn Hữu Cảnh als Präfektur Gia Định (phủ Gia Định) annektiert und in den Nguyễn-Staat eingegliedert.
Die Herkunft der Bezeichnung Gia Định ist nicht eindeutig geklärt. Die damalige Schreibung 嘉定 lässt sich im klassischen Chinesisch  als „Verheißungsvolle Pazifizierung“ interpretieren. Vermutlich wurde der Name aber aus dem Malaiischen abgeleitet und hatte dann die ursprüngliche Bedeutung „klarer und kühler Fluss“.
Für den Hauptort der Verwaltungseinheit – das bisherige Prey Nokor – wurden in der folgenden Zeit mehrere Namen parallel verwendet: Die Stadt wurde als Gia Định bezeichnet, wenn das administrativ-militärische Zentrum der gleichnamigen Präfektur gemeint war, und als Bến Nghé, wenn das angrenzende Handelsviertel am Flussufer gemeint war. Verwaltungstechnisch hieß das Stadtgebiet dagegen abweichend Phiên Trấn (später Phiên An). Umgangssprachlich scheint vor allem der Name Sài Gòn üblich gewesen zu sein, der sich kaum in vietnamesischen Quellen, aber häufig in den Berichten europäischer Missionare findet.
Nachdem die Vietnamesen im 18. Jahrhundert weitere Gebiete in der Mekongdeltaregion unter ihre Kontrolle gebracht hatten, wurde Gia Định 1731/32 zum Sitz eines Oberbefehlshabers mit dem Titel Điều khiển sự sở Gia Định („Kontrolleur der Gia-Định-Abteilung“).
Während der Tây-Sơn-Kriege war Gia Định stark umkämpft. Die befestigte Stadt war zunächst 1777 der letzte Rückzugsort der Nguyễn-Fürstenfamilie, dann der Sitz des südlichen Tây-Sơn-Herrschers Nguyễn Lữ. Nach dessen Niederlage diente sie als Hauptstadt von Nguyễn Phúc Ánh und trug daher ab 1790 den Namen Gia Định kinh (Hauptstadt Gia Định). Im gleichen Jahr wurde die Zitadelle Gia Định errichtet.
Nguyễn Phúc Ánh bestieg 1802 als Kaiser Gia Long den Thron und begründete so die Nguyễn-Kaiserdynastie. Die bisherigen Präfekturen (phủ) wurden in trấn (wörtlich etwa „Garnisonstadt“ im Sinne von Militärprovinz) umbenannt, so dass trấn Gia Định entstand. 
Da sich die kaiserliche Regierung in Huế in Zentralvietnam befand, war die direkte Verwaltung der Gebiete weit im Norden und Süden des Reiches schwierig. Im Jahr 1808 wurde daher das südliche Drittel Vietnams in eine Art autonome Militärregion namens Gia Định Thành reorganisiert. Die Bezeichnung (thành bedeutet wörtlich „Festung“) war möglicherweise von der gleichnamigen 1790 erbauten Zitadelle abgeleitet. Der Generalgouverneur dieser südlichen Militärregion (Gia Định Thành Tổng trấn) besaß eine außergewöhnlich große Machtfülle und wird daher auch als „Vizekönig von Südvietnam“ bezeichnet. Unter Kaiser Gia Long wurde das mächtige Amt von dessen alten Kampfgefährten ausgeübt, die ihm in persönlicher Loyalität verbunden waren. Sein Sohn und Nachfolger Minh Mạng versuchte das Reich in einen direkt verwalteten Zentralstaat umzuwandeln und geriet daher in Konflikt mit dem südlichen Vizekönig Lê Văn Duyệt. Als dieser 1832 starb, schaffte Minh Mạng das Vizekönigtum sofort ab und ließ ihn postum als Verräter verurteilen, was die Lê-Văn-Khôi-Rebellion auslöste.
Kaiser Minh Mạng führte als neue Verwaltungseinheit die Provinz (tỉnh) ein. Aus dem bisherigen Herrschaftsgebiet des südlichen Vizekönigs gingen daher 1832 die „Sechs Provinzen“ (Lục tỉnh) hervor, die ab 1834 zusammen die Region Nam Kỳ bildeten. 

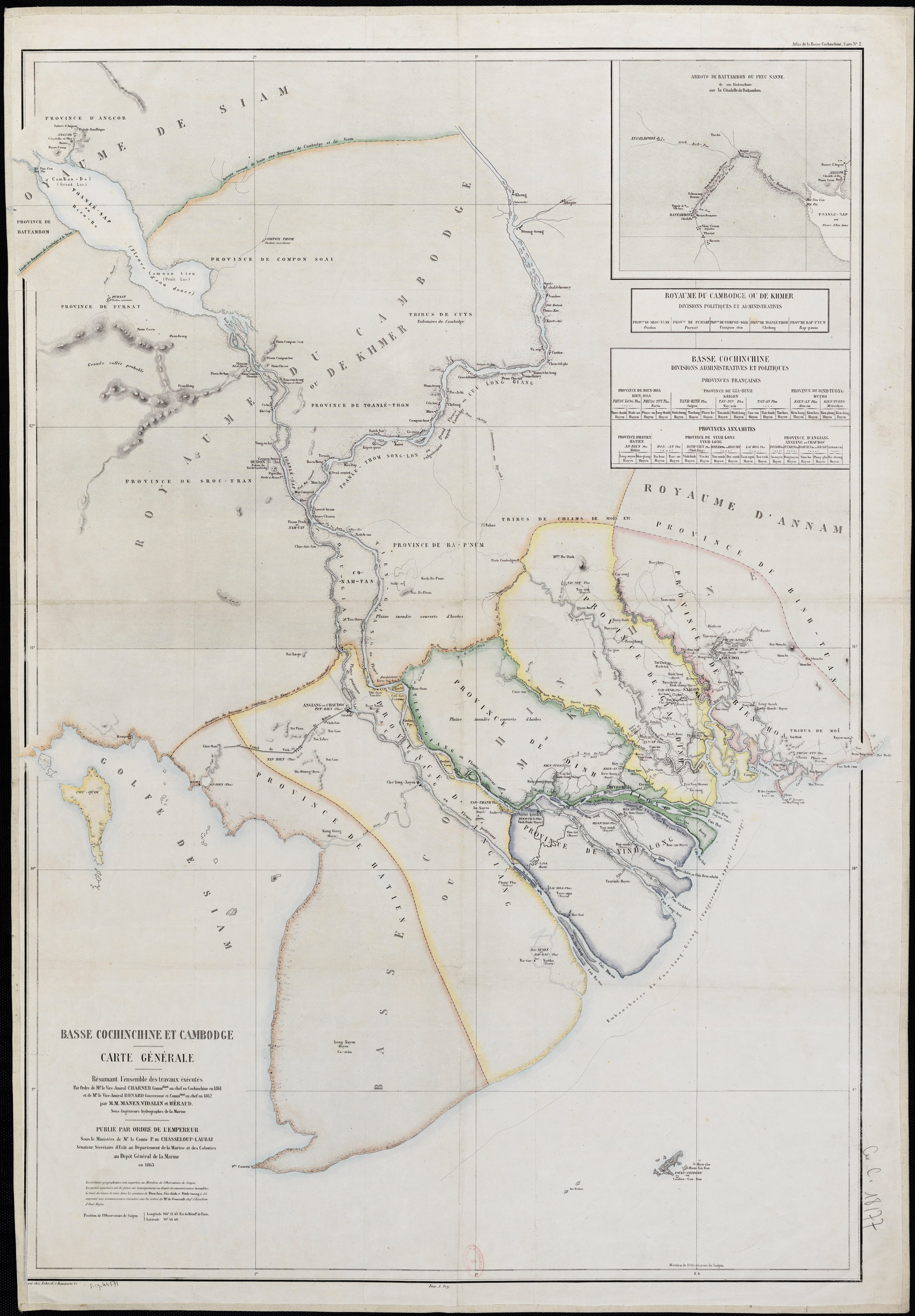
Die sechs Provinzen von Nam Kỳ (Niedercochinchina) zum Zeitpunkt der französischen Eroberung (Karte von 1863)

Die Provinz um die Stadt Gia Định/Saigon wurde zunächst als Provinz Phiên An (tỉnh Phiên An) bezeichnet, doch bereits 1835 in Provinz Gia Định (tỉnh Gia Định) umbenannt. Die Provinz war in West-Ost-Richtung relativ schmal, erstreckte sich aber von Gò Công nahe der Küste bis nach Tây Ninh und Svay Rieng im Norden. Der westliche Vamco-Fluss bildete im Westen die Grenze zur Provinz Định Tường, der Saigon-Fluss im Osten die Grenze zur Provinz Biên Hòa.
Untergliedert war die Provinz Gia Định in drei Präfekturen: Die Präfektur Tân Bình umfasste die Stadt Gia Định samt Umgebung, die Präfektur Tân An den Südwesten und die Präfektur Tây Ninh den Norden der Provinz. Jede Präfektur (phủ) umfasste mehrere Landkreise bzw. Bezirke (huyện), die wiederum in Kantone (tổng) aufgeteilt waren. Die unterste Verwaltungsebene bildeten die Dorfgemeinden (thôn, làng).

### Französische Kolonialzeit

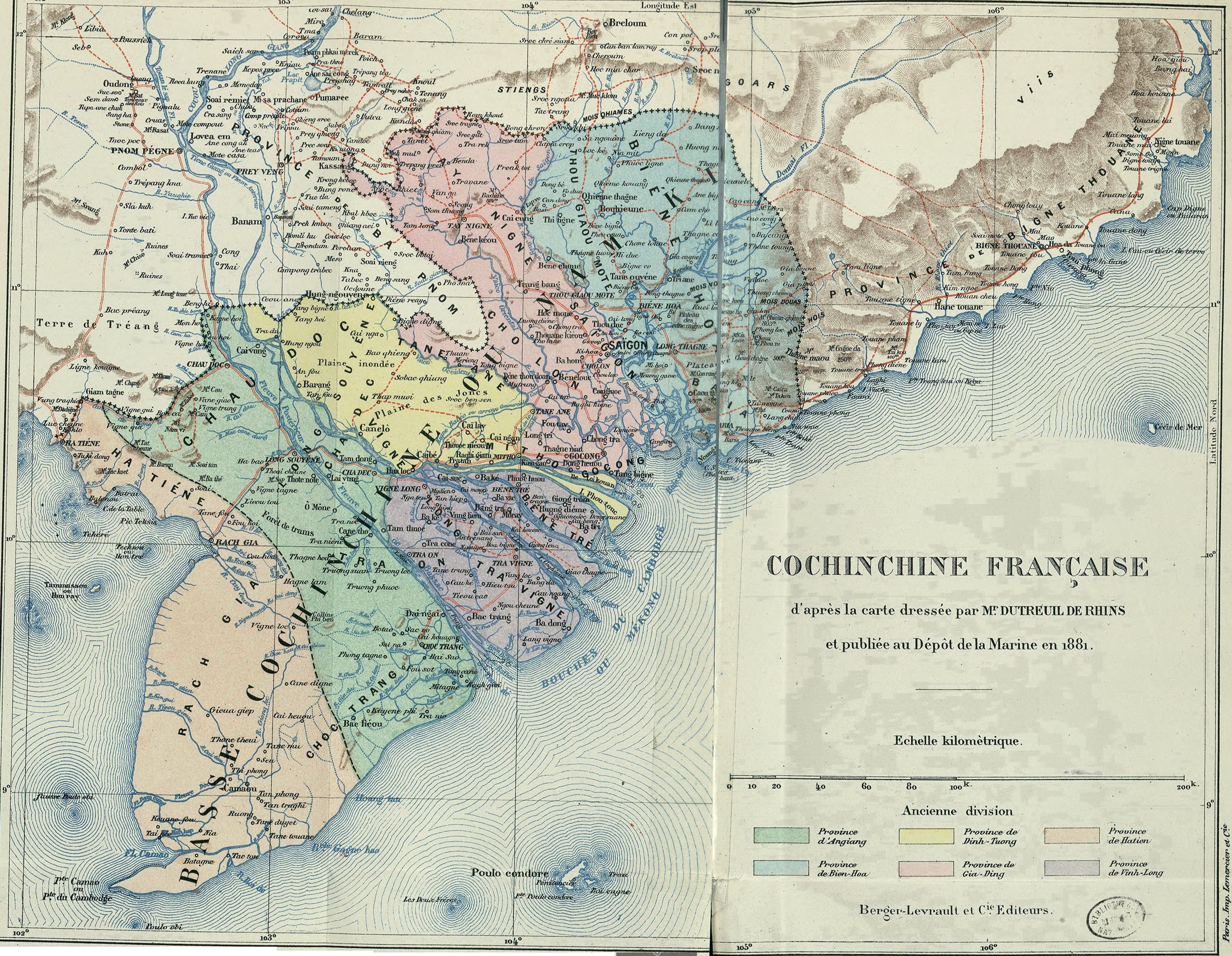
Die sechs Provinzen von Französisch-Cochinchina im Jahr 1881

Im Februar 1859 eroberte ein französisch-spanischer Marineverband während des Cochinchina-Feldzuges im Handstreich die Stadt und Zitadelle Gia Định, wurde aber im Jahr darauf von zahlenmäßig stark überlegenen Nguyễn-Kräften belagert. Im Frühjahr 1861 konnten französische Verstärkungen die Belagerer in die Flucht schlagen, woraufhin es zu Verhandlungen kam. Im Anfang Juni 1862 geschlossenen Friedensvertrag von Saigon trat Kaiser Tự Đức die drei Provinzen Gia Địn, Định Tường und Biên Hòa an Frankreich ab. 1867 annektierten die Franzosen jedoch auch die verbliebenen drei Provinzen des Mekongdeltas. Aus den „Sechs Provinzen“ wurde so die Colonie de Cochinchine.
Da die vietnamesischen Beamten eine Zusammenarbeit mit den neuen Machthabern ablehnten, mussten die Franzosen von Anfang an eine eigene Verwaltung aufbauen. Die Kolonialbeamten behielten die Provinzstruktur nahezu unverändert bei und sprachen nun von der Province de Gia-Dinh. Die untergeordneten Präfekturen (phủ) und Bezirke (huyện) wurden hingegen abgeschafft und durch Inspektionen (inspection / hạt thanh tra) ersetzt, die 1876 zu Arrondissements (hạt tham biện) wurden. Die Kantone (canton / tổng) und Dorfgemeinden blieben erhalten.
Im Norden legten die Kolonialherren 1870 und 1873 den bis dahin umstrittenen Grenzverlauf zum (ebenfalls französischen) Protektorat Kambodscha fest. Grundsätzlich wurden dabei die vietnamesischen Eroberungen der vergangenen Jahrhunderte bestätigt; das Gebiet um Svay Rieng wurde jedoch aus der Provinz Gia Định herausgelöst und an Kambodscha zurückgegeben. 

Das Arrondissement und die Stadt Saigon im Jahr 1885

Die bisherige Stadt Gia Định erhielt von den Franzosen den offiziellen Namen Saigon (Saïgon / Sài Gòn), der vermutlich in der Umgangssprache schon längere Zeit vorherrschend war und auch von Europäern einfach ausgesprochen werden konnte. Saigon war Hauptort sowohl der Provinz Gia Định als auch des Arrondissements Saigon. Letzteres, auch Arrondissement Gia Định genannt, wurde um Gebiete östlich des Saigon-Flusses (Thủ Đức) erweitert, die zuvor zur Provinz Biên Hòa gehört hatten. Der südwestliche Vorort Cholon gehörte hingegen nicht dazu, sondern war Hauptort eines separaten Arrondissements. Im Jahr 1877 wurde Saigon zu einer kreisfreien Stadtgemeinde erhoben. Das Arrondissement Saigon, dem die Stadt Saigon nun nicht mehr angehörte, verlegte seinen Verwaltungssitz daraufhin ins Dorf Bình Hòa Xã am nördlichen Stadtrand. Die neue Bezeichnung Arrondissement Bình Hòa setzte sich allerdings nie durch, weshalb man ab 1885 wieder vom Arrondissement Gia Định sprach. Dessen Verwaltungszentrum Bình Hòa Xã wurde von nun an üblicherweise ebenfalls als Gia Định bezeichnet – der Name hatte sich also von Saigon auf den Vorort übertragen.

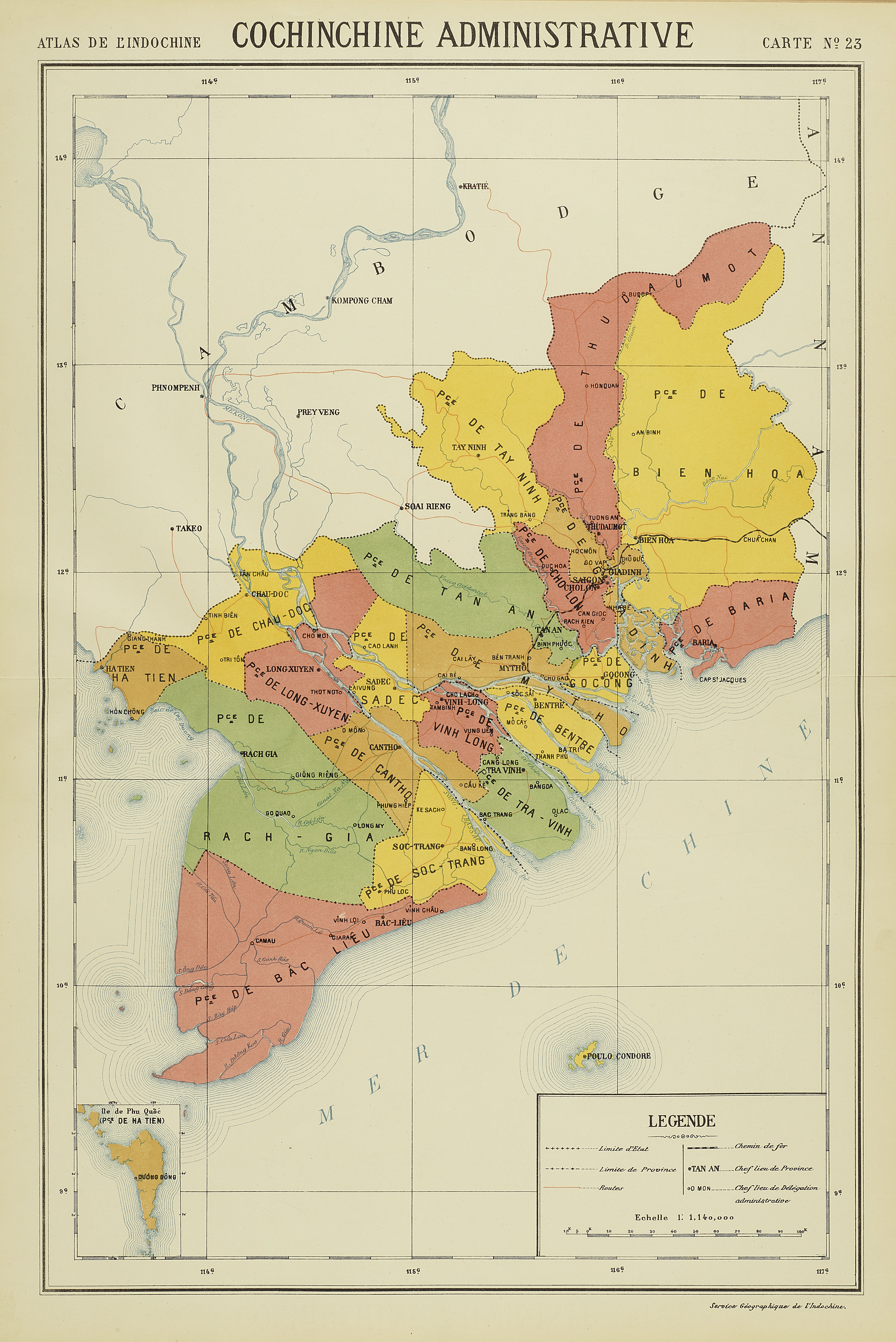
Die neuen Provinzen der französischen Kolonie Cochinchina um 1920

Zum Jahreswechsel 1899/1900 trat eine Verwaltungsreform in der Kolonie Cochinchina in Kraft: Die bisherigen Arrondissements wurden zu Provinzen. Die Altprovinz Gia Định wurde damit in fünf kleinere neue Provinzen aufgeteilt: Gia Định, Chợ Lớn, Tân An, Tây Ninh und Gò Công. Die Städte Saigon und Cholon waren provinzunabhängig und verwalteten sich selbst (wobei die Stadt Cholon weiterhin die Verwaltung der gleichnamige Provinz beherbergte).  

Die Provinz Gia Định sowie die Städte Saigon und Cholon im Jahr 1930

Die neue Provinz Gia Định umfasste ein schlauchförmig Gebiet, das ab 1911 in vier Bezirke (quận) eingeteilt wurde: Zu Gò Vấp gehörten die Vororte nördlich von Saigon; hier lag auch weiterhin das Verwaltungszentrum Bình Hòa Xã (das neue Gia Định). Noch weiter im Nordwesten schloss sich der ländliche geprägte Bezirk Hóc Môn an. Thủ Đức umfasste das Einzugsgebiet Saigons östlich des Flusses. Die Gebiete im Süden der Stadt gehörten zum Bezirk Nhà Bè. Der Großteil der Fläche dieses Bezirks stellte der Mündungsbereich der Flüsse Đồng Nai, Saigon und Vàm Cỏ dar. Hier erstreckte sich ein Cần Giờ (auch Rừng Sác) genannter, weitestgehend undurchdringlicher Mangrovenwald.
Im Jahr 1931 fusionierten die beiden Städte Saigon und Cholon zur neuen Hauptstadt Cochinchinas, Saigon-Cholon.
Im Jahr 1944 begann die französische Kolonialverwaltung mit der Neugliederung der Provinzen rund um Saigon und schuf in einem ersten Schritt die Provinz Tân Bình, die aus dem Kernbereich der bisherigen Provinz Gia Định bestehen sollte. Aufgrund der folgenden Kriegswirren wurde diese Gebietsänderung jedoch faktisch nicht umgesetzt. Ebenso folgenlos blieben die Reformen der kurzlebigen Saigoner Việt-Minh-Regierung 1945.
1947 wurde der Mangrovenwald Cần Giờ von der Provinz Gia Định abgespalten und als eigener Bezirk an die Stadt Vũng Tàu (Cap Saint-Jacques) angeschlossen.

### Südvietnam

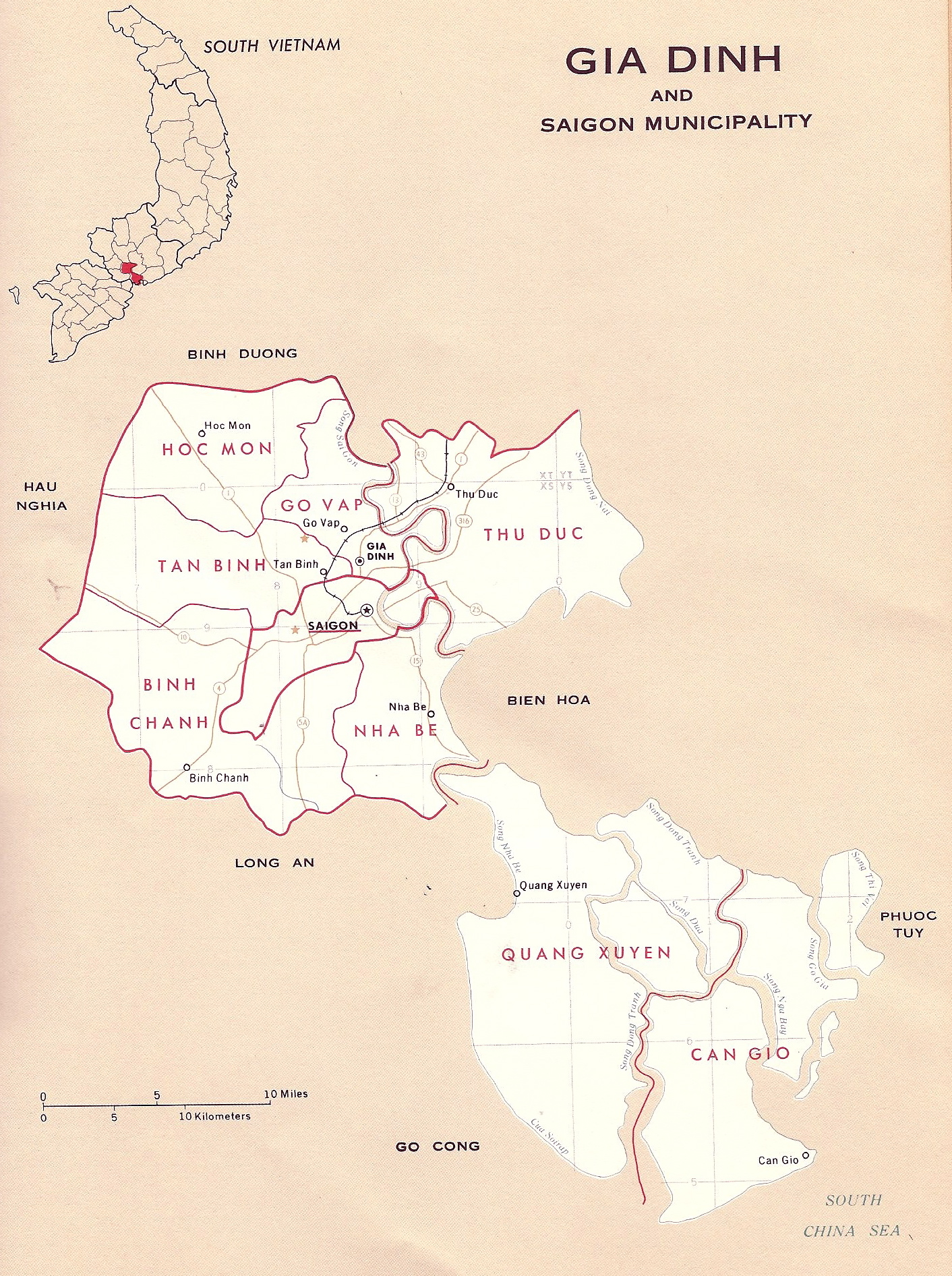
Karte der südvietnamesischen Provinz Gia Định und der Stadt Saigon ab 1965

Nach dem Ende des Indochinakrieges löste der Staat Südvietnam die Franzosen ab. In den Jahren 1956 kam es daher zu einer umfassenden Verwaltungsreform. Neben Änderungen auf untergeordneter Ebene (darunter die Umbenennung der Dorfgemeinden von làng zu xã) wurden auch viele Provinzgrenzen neu gezogen. So wurden die Provinzen Chợ Lớn und Tân An zur Provinz Long An fusioniert. Ein Teil der beiden ehemaligen Provinzen wurde abgespalten und als Bezirk Bình Chánh an die Provinz Gia Định angegliedert, die damit die Hauptstadt komplett umschloss. Einen weiteren neuen Bezirk, Tân Bình, erhielt Gia Định durch die Aufteilung des Bezirks Gò Vấp. Im Gegenzug verlor Gia Định die Gebiete Dĩ An (an die Provinz Biên Hòa) sowie Củ Chi (an die Provinz Bình Dương). Der Name der Hauptstadt wurde bei gleichbleibendem Gebiet von Saigon-Cholon auf Saigon reduziert.
Der Ort Gia Định – also das Verwaltungszentrum der gleichnamigen Provinz – entwickelte sich in der folgenden Zeit zu einer Großstadt, von Saigon nur durch den Nhiêu-Lộc-Thị-Nghè-Kanal getrennt. Administrativ existierte jedoch keine Stadt Gia Định; das Stadtgebiet teilte sich auf die weiterhin bestehenden Gemeinden Bình Hòa Xã und Thạnh Mỹ Tây auf. Beide gehörten zum Bezirk Gò Vấp, dessen (deutlich kleinerer) Hauptort weiter nordwestlich lag.
Bis 1965 wurden die Kantone (tổng) endgültig abgeschafft. Im gleichen Jahr kehrte auch das Mangrovenwald-Mündungsgebiet – nun bestehend aus den beiden Bezirken Quảng Xuyên und Cần Giờ – zur Provinz Gia Định zurück, unterstand aber als Rung Sat Special Zone dem Militär. 
Gia Định umfasste damit acht Bezirke mit etwa 875.000 Einwohnern im Jahr 1967:
| Provinz Gia Định, Bevölkerung 1967 | Provinz Gia Định, Bevölkerung 1967 |
| Bezirk (quận)                      | Einwohner                          |
| ---------------------------------- | ---------------------------------- |
| Bình Chánh                         | 58.153                             |
| Cần Giờ                            | 8.374                              |
| Gò Vấp                             | 303.374                            |
| Hóc Môn                            | 111.644                            |
| Nhà Bè                             | 43.721                             |
| Quảng Xuyên                        | 7.436                              |
| Tân Bình                           | 240.147                            |
| Thủ Đức                            | 102.243                            |
| Provinz gesamt                     | 875.092                            |

Nach der Eroberung Saigons am 30. April 1975 wurden im Mai die Provinz Gia Định (zunächst ohne das Mündungsgebiet) sowie weitere Gebiete angrenzender Provinzen (insbesondere der Bezirk Củ Chi) mit der Stadt Saigon vereinigt. Es entstand die Stadt Saigon-Gia Định (thành phố Sài Gòn – Gia Định). Diese wurde wiederum am 2. Juli 1976 in Ho-Chi-Minh-Stadt (thành phố Hồ Chí Minh) umbenannt.
Die beiden Gemeinden Bình Hòa Xã und Thạnh Mỹ Tây, die zusammen die Stadt Gia Định gebildet hatten, wurden fusioniert und bilden seitdem den Stadtbezirk Bình Thạnh. Hier tragen bis heute noch einige Institutionen den Namen Gia Định, so etwa die Gia-Định-Schule, das Gia-Định-Stadion, das Gia-Định-Volkskrankenhaus und die Gia-Định-Pfarrkirche.